# ヨハン・アダム・ヒラー

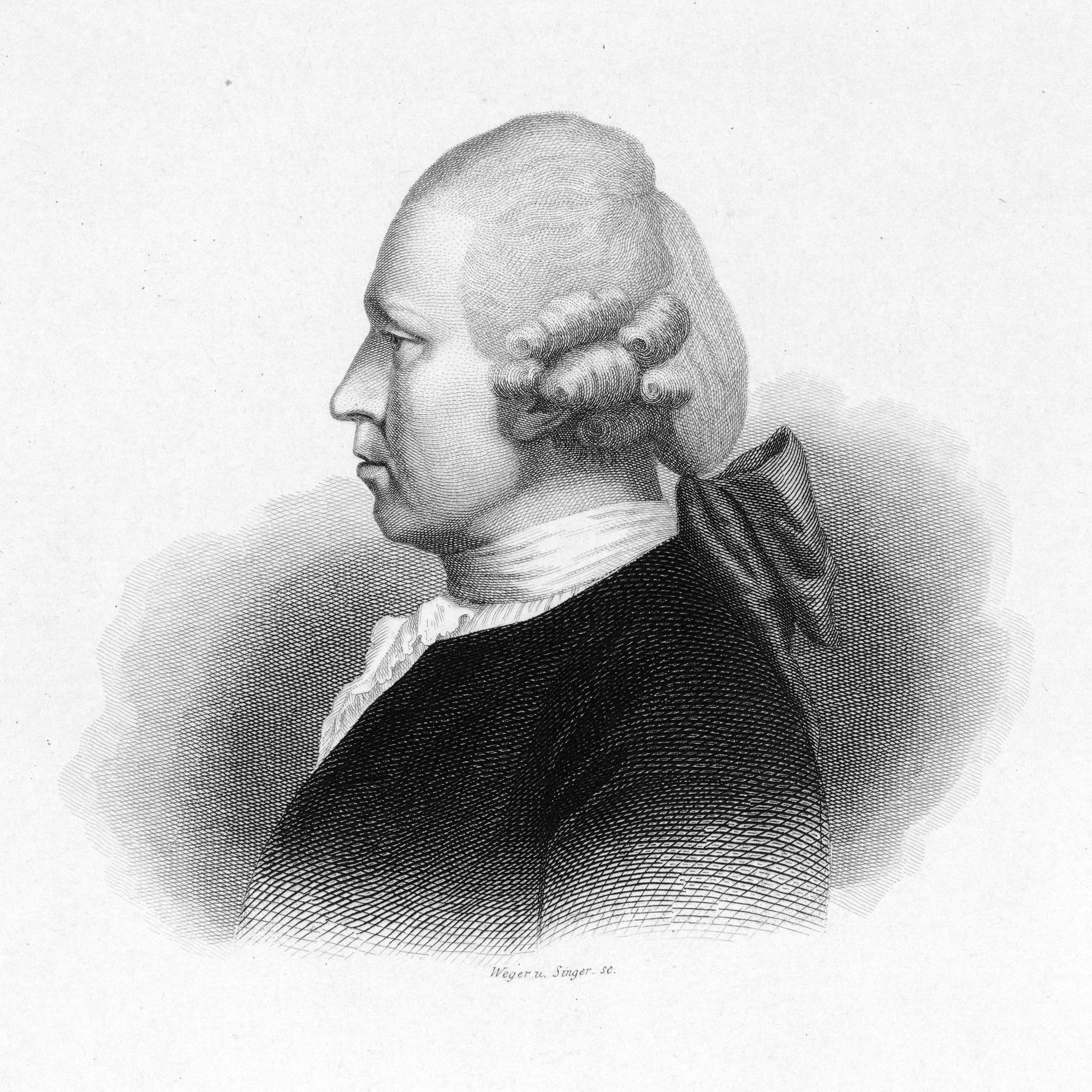
ヨハン・アダム・ヒラー

ヨハン・アダム・ヒラー（Johann Adam Hiller, 1728年12月25日 - 1804年6月16日）は、ドイツの作曲家、指揮者、および音楽に関する著作家である。
ヒラーは、ドイツ・オペラの原形とされるジングシュピールの創作者であると見なされている。彼は、多くのオペラ作品を詩人のクリスティアン・フェリックス・ヴァイセ（Christian Felix Weisse）と共同で製作した。また、彼は女性への音楽教育を奨励した音楽教師でもあり、数名の著名な女流歌手が彼に師事していた。

## 生涯
ヒラーはゲルリッツ近郊の町Wendisch-Ossigに生まれ、同地の学校の音楽教師に音楽の基礎を学んだ。1740年から1745年にかけて彼はゲルリッツのギムナジウムで学び、1746年にドレスデンへ移り、有名な聖十字架学校の学生となった。彼はここでゴットフリート・アウグスト・ホミリウスから鍵盤楽器と通奏低音について学んだ。1751年に彼はライプツィヒへ移り、法学を学ぶために大学に入学した。ヒラーはこの町で豊かな音楽生活に没頭し、ライプツィヒで行われていた第一流のコンサートである「Grosses Concert」に積極的に参加した。この期間に、彼はいくつかの交響曲、教会カンタータやアリア、さらには「神託」（Das Orackle）と題する断片的なジングシュピールを製作した。ヒラーはまた、彼がドレスデンのブリュール伯の世話役になった1754年に、「音楽における自然の模倣」（Abhandlung über die Nachahmung der Natur in der Musik）についてのエッセイを出版した。彼は世話役の地位に1760年まで就き、健康問題（鬱病）のためやむなくこの職を辞した。
ライプツィヒに戻ったヒラーは「Grosses Concert」の指揮者となり、1771年までこの地位にあった。4年後、ヒラーは自身の音楽グループ「Musikübende Gesellschaft」（音楽実践団体）を設立した。また、彼はライプツィヒにおいて、若い音楽家たちに自ら歌唱と楽器演奏を教える学校も設立した。彼の下で学んだ生徒の仲で著名な人物としては、コローナ・シュレーターやゲルトルート・エリザーベト・マーラ（在籍当時は旧姓のシュメーリンク）らがおり、彼女たちは共に歌手として喝采を浴びた。また、後にベートーヴェンの師となる作曲家のクリスティアン・ゴットロープ・ネーフェもこの時期にヒラーに師事しており、彼の最も優秀な門弟であるとされている。1778年にヒラーはライプツィヒ大学に所属する教会である「Paulinerkirche」の音楽監督に任命された。
1780年代になると、ヒラーは積極的に新たな地位に就くようになった。1781年には「ゲヴァントハウス管弦楽団」の指揮者となった。同年、彼はミタウ（現在のラトビア・イェルガヴァ）にあるクールラント伯の宮廷を訪ねており、この訪問がきっかけで彼は4年後に同地で宮廷楽長の地位に就くこととなった。1783年には、従来のゲヴァントハウスとPaulinerkircheに加えて、「新教会」（Neukirche）の音楽監督に就任し、このことによってヒラーはライプツィヒにおいて音楽の最高権威者となった。しかし1785年にミタウでのカペルマイスターの地位に就くにあたって、彼はライプツィヒにおける職を全て辞任した。クールラントの不安定な政情のため、彼はわずか1年後に同地での地位を辞任している。ライプツィヒにおける職を全て失っていたヒラーは音楽会を行って生計を立てなければならなかったが、幸運にも1787年にブレスラウで音楽監督の地位に就くことが出来た。彼は2年間ブレスラウで過ごした後ライプツィヒへ戻り、かつてJ・S・バッハも務めたことのある聖トーマス教会のカントル（トーマスカントル）となった。ヒラーは1800年までトーマスカントルを務めたのち高齢のために退職し、この地で1804年に没した。
ヨハン・アダム・ヒラーは、19世紀ドイツの作曲家フェルディナント・ヒラーと血縁関係はない。

## 執筆活動
ヒラーの文筆業の分野における主要な活動として、雑誌『Wöchentliche Nachrichten und Anmerkungen, die Musik betreffend』（音楽に関する週刊の報告と所見）の刊行が挙げられる。これは公演の論評、新しい音楽の刊行、およびその他音楽に関するさまざまな随筆などを含んだ音楽雑誌であった。この雑誌の記事から、ヒラーは音楽における新しい傾向を好み、J・S・バッハやグルックよりもハッセを好んだということが明らかになっている。
ヒラーの執筆作品の多くは教育学に関わるものである。それらの作品においてヒラーは自身を、音楽の知識が全ての人の教育に不可欠なものであると考える有能な教師として紹介している。

## 作品

### オペラ
- Die verwandelten Weiber コミック・オペラ（ライプツィヒ、1766年）
- Der lustige Schuster コミック・オペラ（ライプツィヒ、1766年）
- Lisuart und Dariolette ロマンティック＝コミック・オペラ（ライプツィヒ、1766年）
- Lottchen am Hofe コミック・オペラ（ライプツィヒ、1767年）
- Die Liebe auf dem Lande コミック・オペラ（ライプツィヒ、1768年）
- Die Jagd コミック・オペラ（ヴァイマル、1770年）
- Der Dorfbalbier コミック・オペレッタ（ライプツィヒ、1771年）
- Die Muse 続編 （ライプツィヒ、1771年）
- Der Aerndtekranz コミック・オペラ（ライプツィヒ、1772年）
  - マックス・レーガーのヒラーの主題による変奏曲とフーガ（英語版）は、本作から主題を取っている
- Der Krieg コミック・オペラ（ベルリン、1772年）
- Der Jubelhochzeit コミック・オペラ（ベルリン、1773年）
- Die kleine Ährenleserinn 子供向けオペレッタ（ライプツィヒ、1778年）
- Das Grab des Mufti コミック・オペラ（ライプツィヒ、1779年）
- Poltis オペレッタ（ライプツィヒ、1782年）